# Neustraße 2 (Lutherstadt Wittenberg)

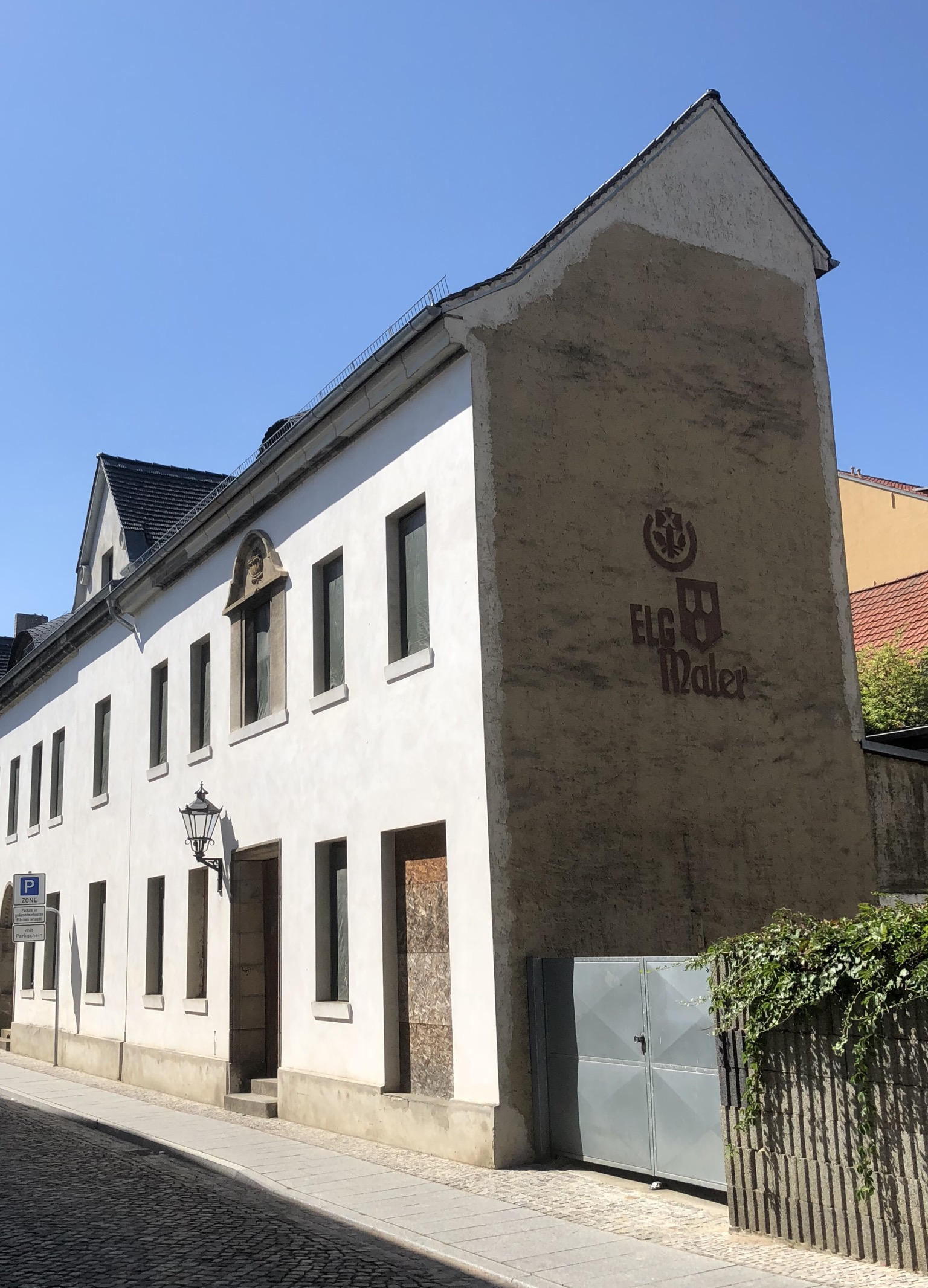
Neustraße 2

Neustraße 2 ist ein denkmalgeschütztes Wohnhaus in der Lutherstadt Wittenberg in Sachsen-Anhalt.
Es befindet sich in der Altstadt der Lutherstadt Wittenberg auf der Westseite der Neustraße. Südlich grenzt das gleichfalls denkmalgeschützte Haus Neustraße 1 an.
Das zweigeschossige Gebäude wurde 1916 nach einem Entwurf von Paul Friedrich im Heimatstil errichtet. Es weist Elemente von Neoklassizismus und Art déco auf und bildet mit dem Nachbargebäude Neustraße 1, das ebenfalls von Friedrich entworfen wurde, eine gestalterische Einheit. Die Fassade ist symmetrisch fünfachsig ausgeführt. Auf dem Dach befindet sich mittig eine Fledermausgaube.
Am nördlichen Giebel befindet sich die aus der Zeit der DDR stammende Inschrift ELG Maler, die auf eine Einkaufs- und Liefergenossenschaft des Handwerks verweist. Daneben befinden sich entsprechende Symbole.
Im örtlichen Denkmalverzeichnis ist das Wohnhaus unter der Erfassungsnummer 094 35985 als Baudenkmal verzeichnet.